# I compagni
I compagni (svenska: "Kamraterna") är en italiensk-fransk-jugoslavisk dramafilm från 1963 i regi av Mario Monicelli och manus av Age & Scarpelli, med Marcello Mastroianni i huvudrollen.
Filmen hade premiär den 25 oktober 1963 i Rom, vid Italienska socialistpartiets (PSI) 35:e kongress. Filmen nominerades till en Oscar för bästa originalmanus vid Oscarsgalan 1965.

## Rollista i urval
- Marcello Mastroianni – professor Sinigaglia
- Renato Salvatori – Raoul
- Gabriella Giorgelli – Adele
- Folco Lulli – Pautasso
- Bernard Blier – Martinetti
- Raffaella Carrà – Bianca
- François Périer – maestro Di Meo
- Vittorio Sanipoli – cavalier Baudet
- Franco Ciolli – Omero
- Mario Pisu – ingenjören
- Kenneth Kove – Luigi
- Annie Girardot – Niobe